# Ceauș
Ceauș (din turcă çavuș) era o funcție publică de rang inferior, uzată în Țara Românească și Moldova. Un ceauș era un șef al unei cete de slujitori, o căpetenie de surugii, o căpetenie a vânătorilor domnești sau un aprod.
 Acest articol despre un subiect legat de  istoria României este deocamdată un ciot. Puteți ajuta Wikipedia prin completarea sa.